# Juan Ferney Otero
Juan Ferney Otero Tovar (Sipí, 26 mei 1995) is een Colombiaans voetballer die doorgaans speelt als vleugelspeler. In juli 2024 verruilde hij Club América voor Sporting Gijón.

## Clubcarrière
Otero speelde in de jeugd van Deportivo Pereira en Santa Fe, maar zijn doorbraak beleefde hij bij Fortaleza. Voor deze club speelde hij achttien competitiewedstrijden met daarin vijf doelpunten, alvorens hij verhuurd werd aan Deportivo La Coruña, waar hij bij het belofteteam ging spelen. Deportivo nam hem niet definitief over van Fortaleza en na nog een jaar in Colombia verkaste Otero naar Estudiantes.
In de zomer van 2018 maakte de vleugelspeler voor circa 2,14 miljoen euro de overstap naar Amiens waar hij zijn handtekening zette onder een verbintenis voor de duur van drie seizoenen. Na zijn tweede seizoen in het shirt van Amiens degradeerde de club naar de Ligue 2. Otero speelde een halfjaar mee op dat niveau, waarna hij werd overgenomen door Santos Laguna. Een jaar later nam competitiegenoot Club América hem over voor circa vier miljoen euro. Deze club verhuurde hem in de zomer van 2022 aan Sporting Gijón. Een jaar later werd deze verhuurperiode met een seizoen verlengd. Na deze verhuurperiode nam Gijón hem definitief over en hij tekende voor drie jaar bij de Spaanse club.

## Clubstatistieken
| Seizoen | Club                    | Competitie       | Competitie | Competitie | Beker | Beker | Internationaal | Internationaal | Totaal | Totaal |
| Seizoen | Club                    | Competitie       | Wed.       | Dlp.       | Wed.  | Dlp.  | Wed.           | Dlp.           | Wed.   | Dlp.   |
| ------- | ----------------------- | ---------------- | ---------- | ---------- | ----- | ----- | -------------- | -------------- | ------ | ------ |
| 2014    | Fortaleza               | Primera A        | 6          | 0          | 0     | 0     | —              | —              | 6      | 0      |
| 2015    | Fortaleza               | Primera A        | 12         | 5          | 1     | 0     | —              | —              | 13     | 5      |
| 2015/16 | → Deportivo La Coruña B | Tercera División | 34         | 19         | —     | —     | —              | —              | 34     | 19     |
| 2016    | Fortaleza               | Primera A        | 18         | 3          | 0     | 0     | —              | —              | 18     | 3      |
| 2016/17 | Estudiantes             | Primera División | 12         | 2          | 1     | 1     | 5              | 1              | 18     | 4      |
| 2017/18 | Estudiantes             | Primera División | 17         | 7          | 0     | 0     | 10             | 2              | 27     | 9      |
| 2018/19 | Amiens                  | Ligue 1          | 33         | 2          | 4     | 1     | —              | —              | 37     | 3      |
| 2019/20 | Amiens                  | Ligue 1          | 18         | 1          | 1     | 1     | —              | —              | 19     | 2      |
| 2020/21 | Amiens                  | Ligue 2          | 13         | 0          | 0     | 0     | —              | —              | 13     | 0      |
| 2020/21 | Santos Laguna           | Liga MX          | 23         | 3          | 0     | 0     | —              | —              | 23     | 3      |
| 2021/22 | Santos Laguna           | Liga MX          | 22         | 1          | 0     | 0     | 2              | 1              | 24     | 2      |
| 2021/22 | Club América            | Liga MX          | 11         | 1          | 0     | 0     | —              | —              | 11     | 1      |
| 2022/23 | → Sporting Gijón        | Segunda División | 41         | 6          | 3     | 0     | —              | —              | 44     | 6      |
| 2023/24 | → Sporting Gijón        | Segunda División | 40         | 10         | 1     | 0     | —              | —              | 41     | 10     |
| 2024/25 | Sporting Gijón          | Segunda División | 0          | 0          | 0     | 0     | —              | —              | 0      | 0      |
| Totaal  | Totaal                  | Totaal           | 300        | 60         | 11    | 3     | 17             | 4              | 328    | 67     |

Bijgewerkt op 26 juli 2024.